# Montrose, Illinois
Montrose är en ort i Effingham County i delstaten Illinois, USA.